# Хуфнагель, Иоганн Зигфрид
Иоганн Зигфрид Хуфнагель (Johann Siegfried Hufnagel; 1724—1795) — немецкий священник и энтомолог.

## Биография
В период с 1765 по 1767 годы Хуфнагель опубликовал 13 работ о бабочках, из них только 10 в 1766 году, все в журнале «Berlinisches Magazin, oder gesammlete Schriften und Nachrichten für die Liebhaber der Arzneywissenschaft, Naturgeschichte und der angenehmen Wissenschaften überhaupt». Одна из этих работ была посвящена борьбе с вредителями, 4 содержали подробные описания и иллюстрации отдельных видов, остальные 8 содержали сведения об обитавших в окрестностях Берлина видах Macrolepidoptera, которые знал Хуфнагель и которые были представлены в его коллекции. Видовые описания Хуфнагеля были краткими по форме изложения и короткими. Это объясняется тем фактом, что он не знал ещё систему наименования элементов рисунка чешуекрылых, вследствие этого его описания частично не поддаются интерпретации.
В середине 1770-х годов Хуфнагель познакомился с бароном С. А. фон Роттембургом, который жил в Клемциге (ныне Клемпск). Он предоставил ему свою коллекцию вместе с подробными комментариями своих публикаций. В 1775 и 1776 годах Роттембург опубликовал ряд статей о коллекции Хуфнагеля, в которой он подробно и со знанием дела описал многие виды. Только благодаря этим работам стало возможным идентифицировать большинство таксонов. Однако, некоторые экземпляры уже отсутствовали в это время в коллекции, в других случаях, вероятно, дошло до путаницы видов. Хотя многие из названий видов, данные Хуфнагелем, имели приоритет, авторы раннего XIX века игнорировали эти названия или ставили их в ранг синонимов как неупотребительные или неточные. Только после того, как Филипп Кристоф Целлер в 1844 году проанализировал работы Хуфнагеля, они стали известны широким кругам, а названия постепенно начали входить в употребление.
Судьба коллекции Хуфнагеля неизвестна. 87 таксонов бабочек, описанных Хуфнагелем, являются актуальными в современной номенклатуре.

## Публикации
- Hufnagel [als H==n==l] (1765): Beschreibung einer seltenen, bisher unbekannten Raupe, und der daraus entstehenden Phaläne. — Berlinisches Magazin, 1(6): 648—654, 1 Taf.
- Hufnagel (1766a): Tabelle von den Tagevögeln der hiesigen Gegend, worauf denen Liebhabern der Insekten Beschaffenheit, Zeit, Ort und andere Umstände der Raupen und der daraus entstehenden Schmetterlinge bestimmt werden. — Berlinisches Magazin, 2(1): 54-90.
- Hufnagel (1766b): Natürliche Geschichte des Changeant oder Schielervogels mit seinen Verwandlungen. — Berlinisches Magazin, 2(2): 111—131, 1 Taf.
- Hufnagel [als H--l] (1766c): Zwote Tabelle worinnen die Abendvögel (Sphinges Linnaei) angezeigt, und denen vornehmsten Umständen nach beschrieben werden. — Berlinisches Magazin, 2(2): 174—195.
- Hufnagel [Autor nicht genannt] (1766d): Dritte Tabelle von den Nachtvögeln. — Berlinisches Magazin, 2(4): 391—437.
- Hufnagel [als H===l] (1766e): Gedanken über die Mittel, die schädlichen Raupen zu vertilgen. — Berlinisches Magazin, 3(1): 3-19.
- Hufnagel [Autor nicht genannt] (1766f): Vierte Tabelle von den Insekten, oder Fortsetzung der Tabelle von den Nachtvögeln hiesiger Gegend, welche die Zwote Klasse derselben, nemlich die Nachteulen (Noctuas [sic]) in sich begreift. — Berlinisches Magazin, 3(2): 202—215.
- Hufnagel [Autor nicht genannt] (1766g): Fortsetzung der vierten Tabelle von den Insecten, besonders von denen so genannten Nachteulen als der zwoten Klasse der Nachtvögel hiesiger Gegend. — Berlinisches Magazin, 3(3): 279—309.
- Hufnagel (1766h): Zwote Fortsetzung der vierten Tabelle von den Insecten, besonders von denen so genannten Nachteulen als der zwoten Klasse der Nachtvögel hiesiger Gegend. — Berlinisches Magazin, 3(4): 393—426.
- [Hufnagel] (1766i): Beschreibung einer sehr bunten Raupe auf den Eichen, und der daraus entstehenden Phaläne Phalaena aprilina minor. — Berlinisches Magazin, 3(6): 555—559, 1 pl.
- Hufnagel [als «H---l»] (1766k): Beschreibung einer seltenen und besonders schönen Phaläne. (Phalaena pyritoides.). — Berlinisches Magazin, 3(6): 560—562.
- Hufnagel (1767a): Fortsetzung der Tabelle von den Nachtvögeln, welche die 3te Art derselben, nehmlich die Spannenmesser (Phalaenas Geometras [sic] Linnaei) enthält. — Berlinisches Magazin, 4(5): 504—527.
- Hufnagel (1767b): III. Fortsetzung der Tabelle von den Nachtvögeln, welche die 3te Art derselben, nehmlich die Spannenmesser (Phalaenas Geometras [sic] Linnaei) enthält. — Berlinisches Magazin, 4(6): 599—626.